# 海纳德
海纳德是德国下萨克森州的一个市镇。总面积9.07平方公里，总人口920人，其中男性455人，女性465人（2011年12月31日），人口密度101人/平方公里。